# Lantfred
Œuvres principales
- Translatio et miracula sancti Swithuni
- Versus .L. de quodam superbo (probable)

Lantfred (fl. 974-984) est un moine et écrivain de la deuxième moitié du Xe siècle. Membre de la communauté monastique de l'Old Minster de Winchester, en Angleterre, il est l'auteur de Translatio et miracula sancti Swithuni, un récit de la translation des reliques de Swithun, en 971, et des miracles censés avoir eu lieu à cette occasion.

## Biographie
Il subsiste très peu d'informations d'ordre biographique sur Lantfred. Son nom et son emploi de termes vieux-français latinisés dans son œuvre suggèrent qu'il est originaire de Francie occidentale plutôt que de Francie orientale. Il semble avoir été moine à l'abbaye de Fleury avant de traverser la Manche pour rejoindre la communauté monastique de l'Old Minster de Winchester à l'instigation de l'évêque Æthelwold. Il revient ultérieurement à Fleury : entre 974 et 984, il écrit à l'archevêque Dunstan de Cantorbéry pour récupérer des livres qu'il a laissés en Angleterre à un dénommé Osgar.

## Œuvre
Le 15 juillet 971, les reliques de Swithun, évêque de Winchester mort près d'un siècle auparavant, sont transférées à l'intérieur de l'Old Minster. Lantfred, qui assiste apparemment en personne à cette cérémonie, en fait le récit dans un texte en latin intitulé Translatio et miracula sancti Swithuni. Rédigé dans une prose rimée pleine de vocabulaire érudit, il est beaucoup lu et copié et contribue à populariser le culte de Swithun.
En s'appuyant sur leur diction similaire, Michael Lapidge propose d'attribuer à Lantfred une série de trois poèmes réunis sous le titre Versus .L. de quodam superbo dans un manuscrit (CUL Kk.5.34) composé à Winchester vers la fin du Xe siècle.